# Thorne Bay
Thorne Bay est une localité d'Alaska aux États-Unis dans la région de recensement de Prince of Wales - Outer Ketchikan dont la population était de 469 habitants en 2011.

## Géographie

### Situation
Elle est située à 76 km au nord-ouest de Ketchikan sur la côte est de l'île du Prince-de-Galles, à 97 km de Hollis et à 58 km à l'est de Klawock.

### Démographie
| Groupe               | Thorne Bay | Alaska | États-Unis |
| -------------------- | ---------- | ------ | ---------- |
| Blancs               | 91,9       | 66,7   | 72,4       |
| Métis                | 4,3        | 7,3    | 2,9        |
| Autochtones d'Alaska | 2,1        | 14,8   | 0,9        |
| Asiatiques           | 0,6        | 5,4    | 4,8        |
| Océaniens            | 0,4        | 1,1    | 0,2        |
| Autres               | 0,4        | 1,6    | 6,2        |
| Afro-Américains      | 0,2        | 3,3    | 12,6       |
| Total                | 100        | 100    | 100        |
|                      |            |        |            |
| Latino-Américains    | 1,7        | 5,5    | 16,7       |

Selon l'American Community Survey, pour la période 2011-2015, 99,61 % de la population âgée de plus de 5 ans déclare parler l'anglais à la maison et 0,39 % déclare parler le français.
| 1890 | 1970 | 1980 | 1990 | 2000 | 2010 |
| ---- | ---- | ---- | ---- | ---- | ---- |
| 17   | 443  | 320  | 569  | 557  | 471  |

### Climat
Les températures vont de 0 °C à 6 °C en janvier et de 9 °C à 17 °C en juillet.
| Mois                                  | jan.     | fév.     | mars     | avril   | mai     | juin    | jui.    | août    | sep.    | oct.    | nov.     | déc.     | année           |
| ------------------------------------- | -------- | -------- | -------- | ------- | ------- | ------- | ------- | ------- | ------- | ------- | -------- | -------- | --------------- |
| Température minimale moyenne (°C)     | −2,2     | −2,1     | −1,3     | 1,1     | 4,4     | 7,9     | 10,3    | 10,1    | 7,3     | 3,3     | 0,1      | −1,3     | 3,1             |
| Température moyenne (°C)              | 0,7      | 1,1      | 2,3      | 5,5     | 9,2     | 12,4    | 14,5    | 14,3    | 11,2    | 6,8     | 2,8      | 0,9      | 6,8             |
| Température maximale moyenne (°C)     | 3,4      | 4,2      | 5,9      | 9,9     | 13,9    | 17      | 18,6    | 18,5    | 14,9    | 10,3    | 5,4      | 3,2      | 10,4            |
| Record de froid (°C) date du record   | −17 2008 | −14 2008 | −13 2014 | −8 2008 | −4 2010 | 1 2012  | 3 2010  | 0 2010  | 0 2018  | −8 2012 | −12 2013 | −19 2007 | −19 2007        |
| Record de chaleur (°C) date du record | 15 2018  | 11 2017  | 19 2019  | 23 2021 | 27 2010 | 32 2021 | 32 2009 | 32 2020 | 28 2017 | 22 2008 | 14 2016  | 13 2017  | 32 2009 et 2020 |
| Précipitations (mm)                   | 207,3    | 138,7    | 158,8    | 129,3   | 89,2    | 103,6   | 134,6   | 177,3   | 219,2   | 307,8   | 267,2    | 230,6    | 2 163,6         |
| dont neige (cm)                       | 29,7     | 33       | 24,4     | 2,3     | 0       | 0       | 0       | 0       | 0       | 0       | 18,3     | 26,9     | 134,6           |
| Nombre de jours avec précipitations   | 22,4     | 16,4     | 18,6     | 18,5    | 15      | 17      | 15      | 16      | 17,5    | 20,7    | 22,3     | 17,8     | 217,2           |
| Nombre de jours avec neige            | 4,8      | 3,6      | 3,4      | 0,5     | 0       | 0       | 0       | 0       | 0       | 0       | 2,9      | 3,9      | 19,1            |

## Histoire
L'endroit a été appelé Thorn en l'honneur de Frank Manley Thorn, qui était un superintendant de l'U.S. Coast & Geodetic Survey entre 1885 et 1889, mais il a été mal écrit lors de son enregistrement (Thorn, Thorne). Il s'agissait alors d'un lieu de commerce du bois, exploité conjointement par le Service des forêts des États-Unis et par la Ketchikan Pulp Company. En 1960, un camp flottant y a été établi. En 1962, la Ketchikan Pulp Company y a déplacé le camp qu'elle occupait à Hollis. Un magasin, un terminal pour les bateaux, un tri des grumes, et un camp d'hébergement y furent installés. Ce camp était considéré comme le plus grand de toute l'Amérique du Nord. Des routes ont été construites pour relier Thorne Bay à Hollis, Craig et Klawock.

## Activités locales
Les principales activités tournent autour de l'exploitation du bois, des services officiels de la forêt nationale de Tongass, de l'école, de la pêche commerciale, et du tourisme.
Les habitants pratiquent aussi la chasse et la pêche : saumon, flétan, crabe, crevette, ainsi que des activités de réparation mécanique, et de commerce du carburant.